# Borne fleurdelysée no 16 (Sainte-Geneviève-des-Bois)
La borne fleurdelysée no 16 est un monument situé à Sainte-Geneviève-des-Bois, en France.

## Description
Le monument est conservé à Sainte-Geneviève-des-Bois, 186 route de Corbeil, devant la maison dite la maréchaussée.

## Historique
Le monument est inscrit au titre des monuments historiques depuis le 7 octobre 1931.